# Ludvíkovo křídlo
Ludvíkovo křídlo je jižní část Starého královského paláce na Pražském hradě. Bylo vystavěno v rámci poslední velké přestavby Starého královského paláce po roce 1485, kdy král Vladislav Jagelonský přesídlil zpět na Hrad ze staroměstského Králova dvora. Hlavním architektem této přestavby, která se nesla v duchu pozdní gotiky s prvky renesanční architektury, byl Benedikt Rejt.
Své jméno získalo po Ludvíku Jagelonském, synovi Vladislava Jagelonského. Ludvíkovo křído je také známe díky druhé (resp. třetí) pražské defenestraci, při níž zde byli roku 1618 vyhozeni z okna místodržící Slavata a Bořita z Martinic na počátku českého stavovského povstání.

## Výstavba
Ludvíkovo křídlo vznikalo během poslední přestavby Starého královského paláce. Ta započala po roce 1485, pod vedením Benedikta Reida. V díle Benedikta Reida se kombinují principy gotického dekorativismu a renesanční konstrukce v duchu Leona Battista Alberti.
Jižní křídlo není pravděpodobně postaveno na původním zdivu, jako obě severní křídla, ale bylo postaveno zcela nově. Díky tomu se zde objevují prvky renesančního paláce.

## Funkce

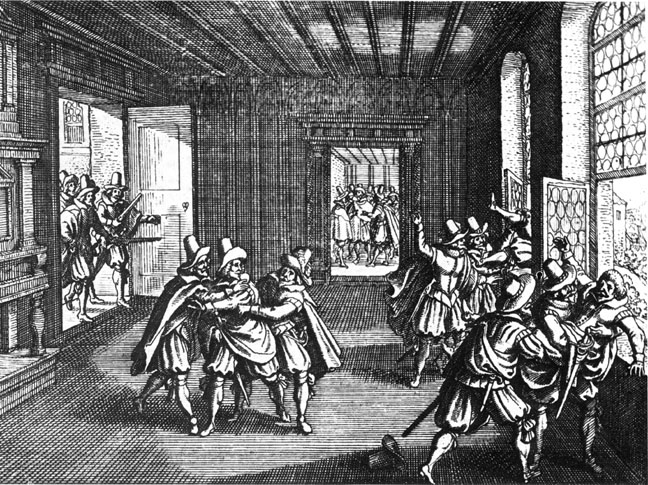
Druhá pražská defenestrace, 1618

Starý královský palác byl sídlem nejen královským, ale také sídlem nejvyšších zemských úřadů, což je do jisté míry velká odlišnost od budov podobného typu tehdejší střední Evropy.
V roce 1490 se každodenní život Vladislava Jagelonského, zároveň krále uherského, přesunul do Budína, což znamenalo, že se zde pořádaly pouze jednorázové ceremonie – zasedání sněmu, korunovace, různé ceremonie, politické akty či moc výkonná. Funkce Ludvíkova křídla je do značné míry jasná, sloužilo především jako soukromé komnaty Vladislavovy rodiny a služebnictva.
Dvorský řád posledních Jagellonců neznáme. Dochovaly se pouze dva dvorské řády pro Annu Jagellonskou, dceru Vladislava Jagellonského, která žila ve Vídni a poté v Innsbrucku. Její dvůr se dělil na mužskou a ženskou část, které byly striktně sociálně i prostorově odděleny. Pokoje ženské části dvora se nacházely nad místnostmi ostatních členů dvora. Měly několik vstupů pro různé osoby. O patro níž byl pokoj pro služebnictvo. Ráno probíhala mše, poté následovalo společné stolování s rozsazením kolem tří stolů dle přesně stanoveného pořádku, princezny jedly samy u stolu čtvrtého. Muži jedli společně o patro níž. Innsbrucký dvůr měl asi 130 lidí, běžně zde jedlo 190 - 200 lidí.
Díky tomuto dvorskému řádu lze usuzovat původní funkci Ludvíkova křídla.

## Stavba

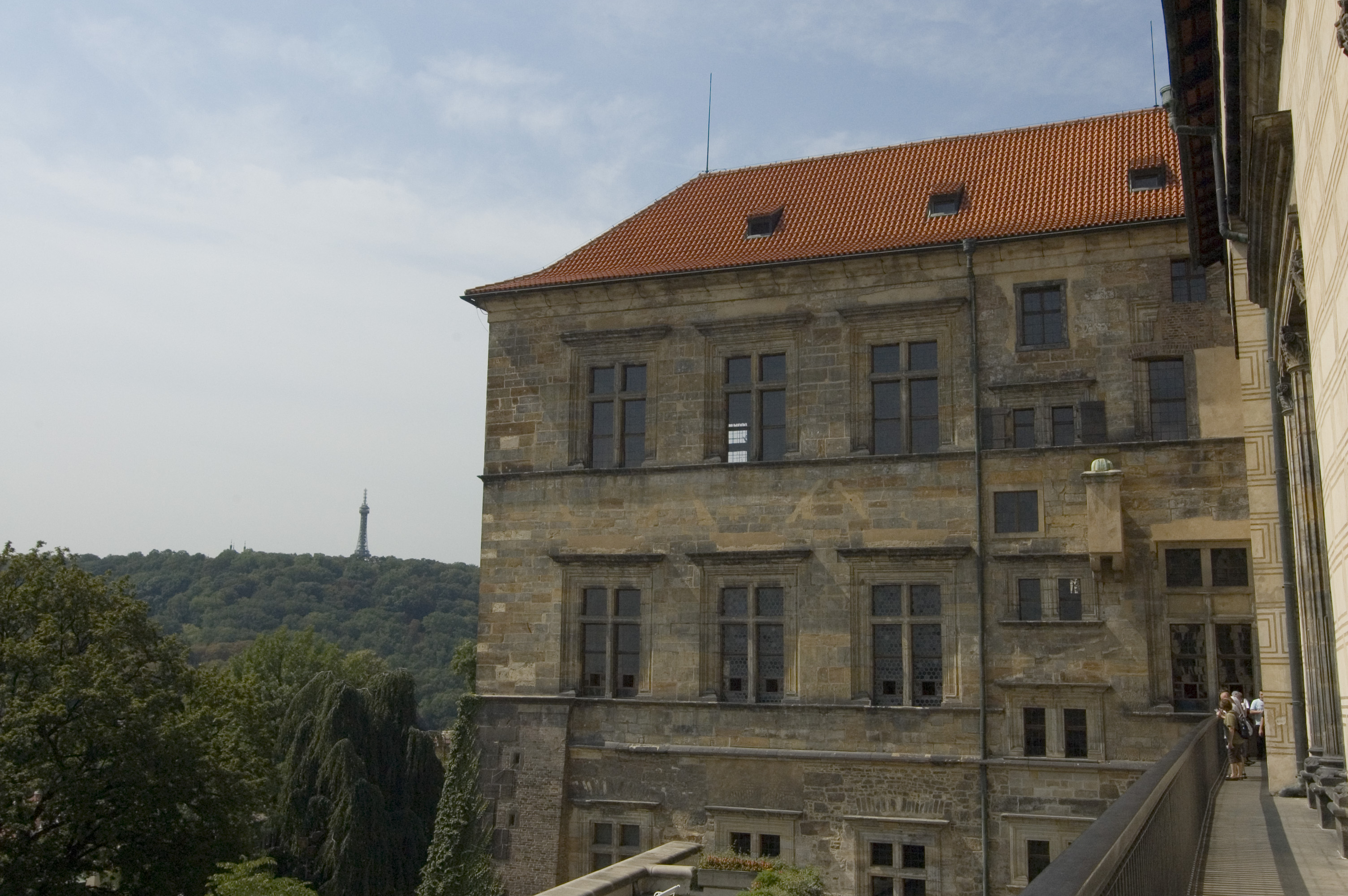
Pohled od Vladislavského sálu (východní fasáda)

Přestavba celého paláce vycházela z již existující stavby, ale Ludvíkovo křídlo bylo pravděpodobně vystavěno zcela nově. Musíme si uvědomit, že palác nevznikal podle jednoho plánu, ale měnil se díky společenskému i funkčnímu vývoji. Ludvíkovo křídlo oproti severní části má daleko více společného s italskou architekturou. Celá výstavba Ludvíkova křídla tedy poukazuje na změnu ve stylu a vlivech, ale také na skvělou práci Benedikta Reida.
Kvůli propojení dvorské zóny se zónou vyhrazenou provozu zemských úřadů je skladba prostor paláce velmi ojedinělá. Celý objekt působí sebevědomě, vyjadřuje moc šlechty, která se v zemi chopila moci po přesídlení Vladislava do Budína.

## Architektonický popis

### Vnitřní uspořádání
Jedná se o pětipodlažní stavbu – 3 podlaží jsou obytná, 2 podlaží sklepů. Uspořádání vnitřního a venkovního členění dle projektu stavitele Benedikta Reida připomíná obytné místnosti Pia II v pianu nobile piccolominiovského paláce v Pienze.
Obslužné, především komunikační prostory byly však vcelku jasně odlišeny od velkých síní, které byly na úrovni Vladislavského sálu klenuté. Jsou zde dva méně honosné edikulové portály mezi obslužnými prostory a zdvojený portál s dekorativními prvky mezi dvěma obytnými místnosti. Je známo, jakým způsobem bylo řešeno vytápění i světelný režim celého objektu, nevíme však, jak byla rozváděna voda, a které pokoje a schodiště byly vyhrazeny pro služebnictvo.

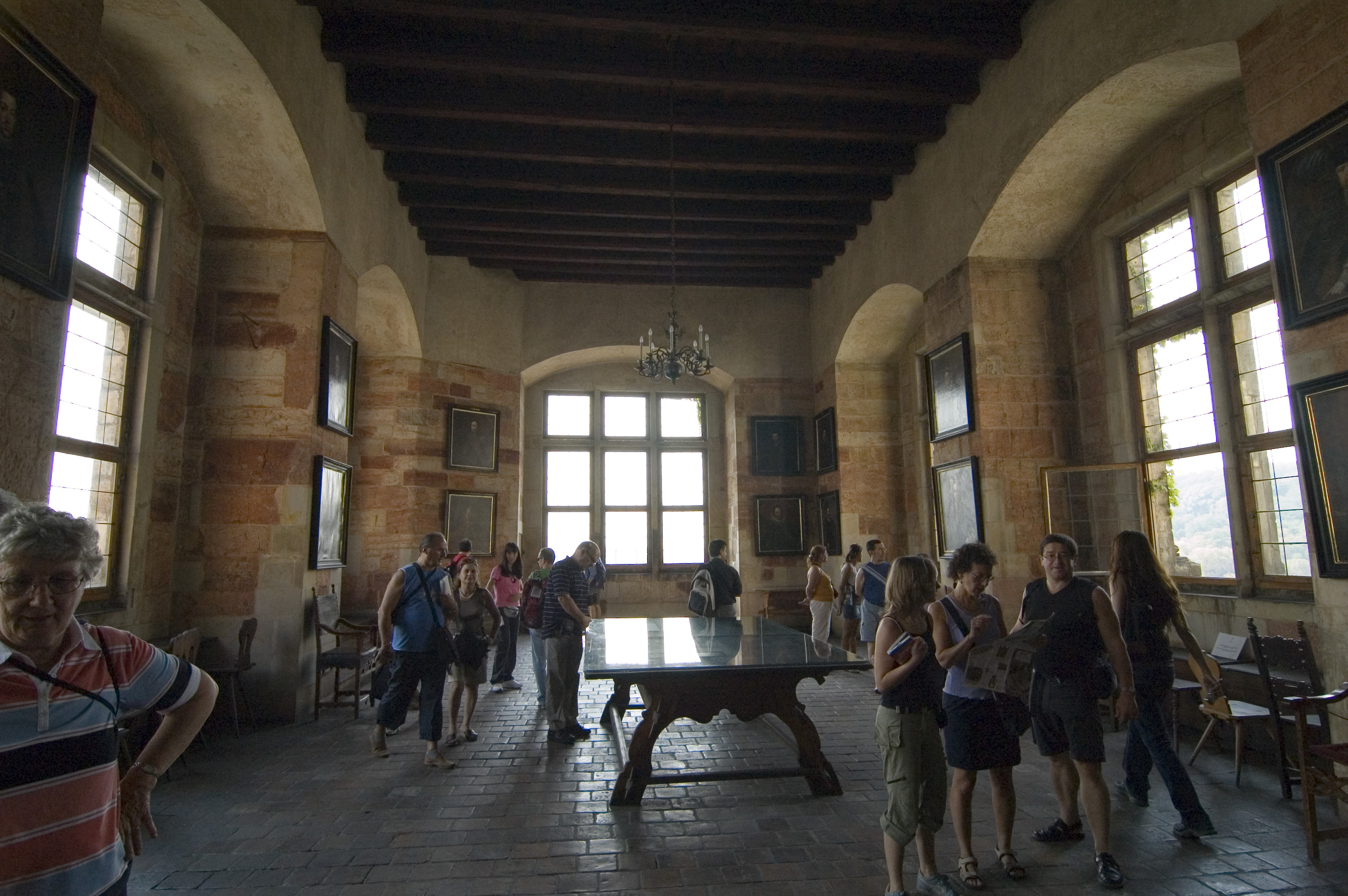
Česká dvorská kancelář

Hlavní podlaží v úrovni Vladislavského sálu (tj. 4. podlaží) má proporce z jihu na sever 1:2, 2:2 a znovu 2:2. Vnitřní opěráky dělí hlavní místnosti na úzké poloviny vždy 1:2. Dílo Francesca di Giorgio Martiniho (1439-1501) má velmi podobný způsob proporcí. Hlavní portál do Ludvíkova křídla je zapuštěn. Edikulový portál je ohraničený římsou s odstupňovaným vlysem.
Točité schodiště, které se nachází v jihozápadním nároží není striktně gotický prvek, protože točité schodiště byla součástí i velkých projektů italských mistrů - architekta Luciana Laurana (1420-1479) i malíře a sochaře Francesca di Giorgia Martiniho (1439-1501). Klenba tohoto schodiště je ale mistrovským Riedovým dílem. Je zde kroužená klenba, která má jednodušší vzor než ve Vladislavském sále či na jezdeckém schodišti. Profilovaná žebra jsou ukotvená bez konzol ve zdi. Myšlenky nové italské architektury se ale projevují na dvouramenném schodišti, které najdeme u první z velkých síní.
Vnitřní uspořádání hlavních podlaží odpovídá modulárnímu schématu, které připomíná vnitřní řešení italských paláců 15. století.
Průzkum Dobroslava Líbala poukazuje, že pod úrovní Vladislavského sálu (tj. 3. podlaží) se snad dochovala původní černá kuchyně. Vytápěly se z ní jižní pokoje a také zřejmě i 4. a 5. podlaží, která pravděpodobně obýval užší dvůr královny.

#### První hlavní místnost
Vstup do první hlavní místnosti je zapuštěným edikulovým portálem. Typické pro edikulové portály je předsazení od stěn. Zde je však portál zapuštěn. Tento portál s odstupňovaným ostěním je méně zdobný než vstupní portál do druhé hlavní místnosti.
Místnost je zaklenuta síťovou klenbou s přetnutými žebry, která je typická pro pozdní gotiku.
V první místnosti jsou žebra profilovaná a na některých úsecích navíc stočená. Nestýkají se v jednom styčníku, ale jsou zde přesahy žeber. Přetínající se žebra jsou typická pro pozdní gotiku. Tento typ klenby je staticky nevýhodný a uchvacuje svým vzhledem. Klenební žebra jsou svedena do konzol s motivem hlav - maskarónů nebo vegetabilního listového motivu. U některých ukotvení žeber konzoly chybí a žebra, která se protínají těsně před zapuštěním, jsou uchycena ve zdi.

#### Druhá hlavní místnost
Druhý portál je už honosnější. Pilastry s patkou i hlavicemi jsou bohatě zdobené vegetabilním a florálním motivem v provedení jemné kamenické práce. Nesou profilovaný architráv doplněný odstupňovanou římsou, ve vlysu jsou dva lvi držící erb s písmenem L opatřeným korunkou, což odkazuje na iniciály Ludvíka Jagelonského. Toto řešení je velmi podobné interiérům italských paláců, především katolických, což odpovídá kulturní, politické i náboženské orientaci Vladislava Jagellonského i předních panských rodin.
V druhé místnosti žebra nejsou použita, jsou pouze naznačena barevně.
Nalezneme zde také tříosé okno, ze kterého byli vyhozeni královští místodržící během druhého stavovského povstání.

### Vnější uspořádání
Vnější stěny jsou z mohutných, pečlivě opracovaných kvádrů. Ludvíkovo křídlo nemá tradiční opevňovací prvky. Jeho nejnižší patra jsou směrem k městu výrazně zkosena. Průčelí Ludvíkova křídla připomíná projekty Francesca di Giorgio Martini (1439–1501).
Výšky hlavní a mezipatrové římsy v úrovni podlahy Vladislavského sálu jsou dány diagonálními obdélníky, vepsaných do systému velkých dvouosých oken paláce. Velmi nápadným znakem je také výška Ludvíkova křídla, která je velmi podobná římským palácům.
Vnitřní uspořádání je vyjádřeno na všech třech průčelích paláce. Na východním průčelí nalezneme dvouosá křížová okna s nadokenními římsami. Okna nejnižšího obytného podlaží jsou výrazně zmenšena a jsou posazena na nadokenní římsy.
Nejsevernější osa průčelí je obsazena dochovanými křížovými okny. Dvouramenné schodiště má na průčelí sdružená okénka, která jsou navíc posunuta dle úrovně podest.
Jižní průčelí je osazeno velkými tříosými okny, umožňující vyhlídku na Prahu. Tato okna se objevovala severně od Alp jen velmi zřídka a to hlavně u hodně náročných projektů. Na západním průčelí jsou pouze dvě jižní osy osazeny velkými okny. Jedno z oken není navrženo jako obdélné křížové, ale je uzavřeno obloukem, také nápadný znak římské i florentské architektury 15. století.
Východní průčelí je nadřazeno západnímu. Díky nižší intenzitě osvětlení, ale i proto, že východní průčelí je přikloněno k Vladislavskému sálu a proto je vnímáno jako důležitější.
Hlavním tématem Palazzo Piccolomini v Pienze je vztah člověka a přírody. V Praze se ale otvíral výhled na panorama Prahy, tedy na architekturu coby výsledek lidské činnosti.

## Galerie

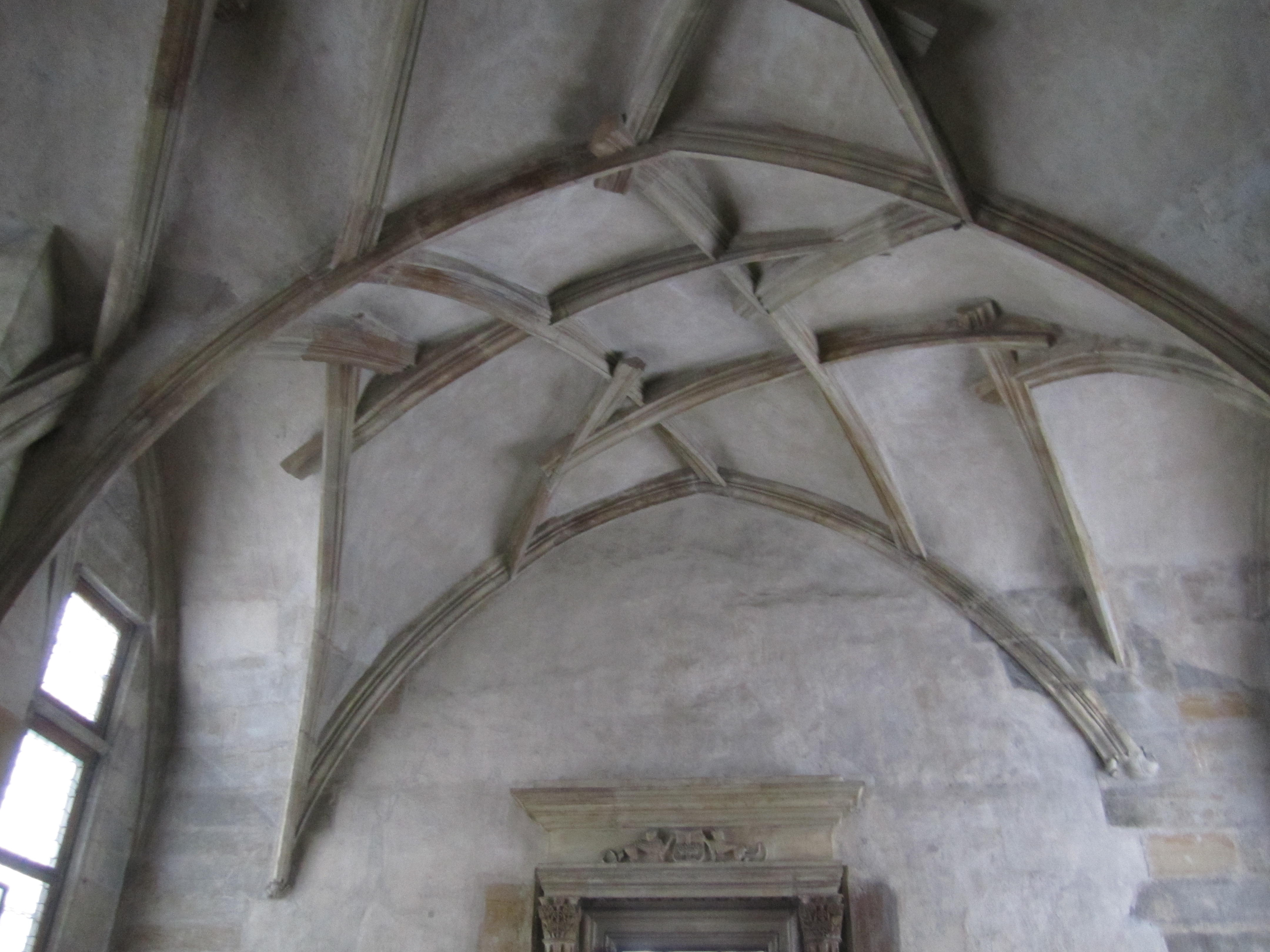
Klenba první hlavní místnosti
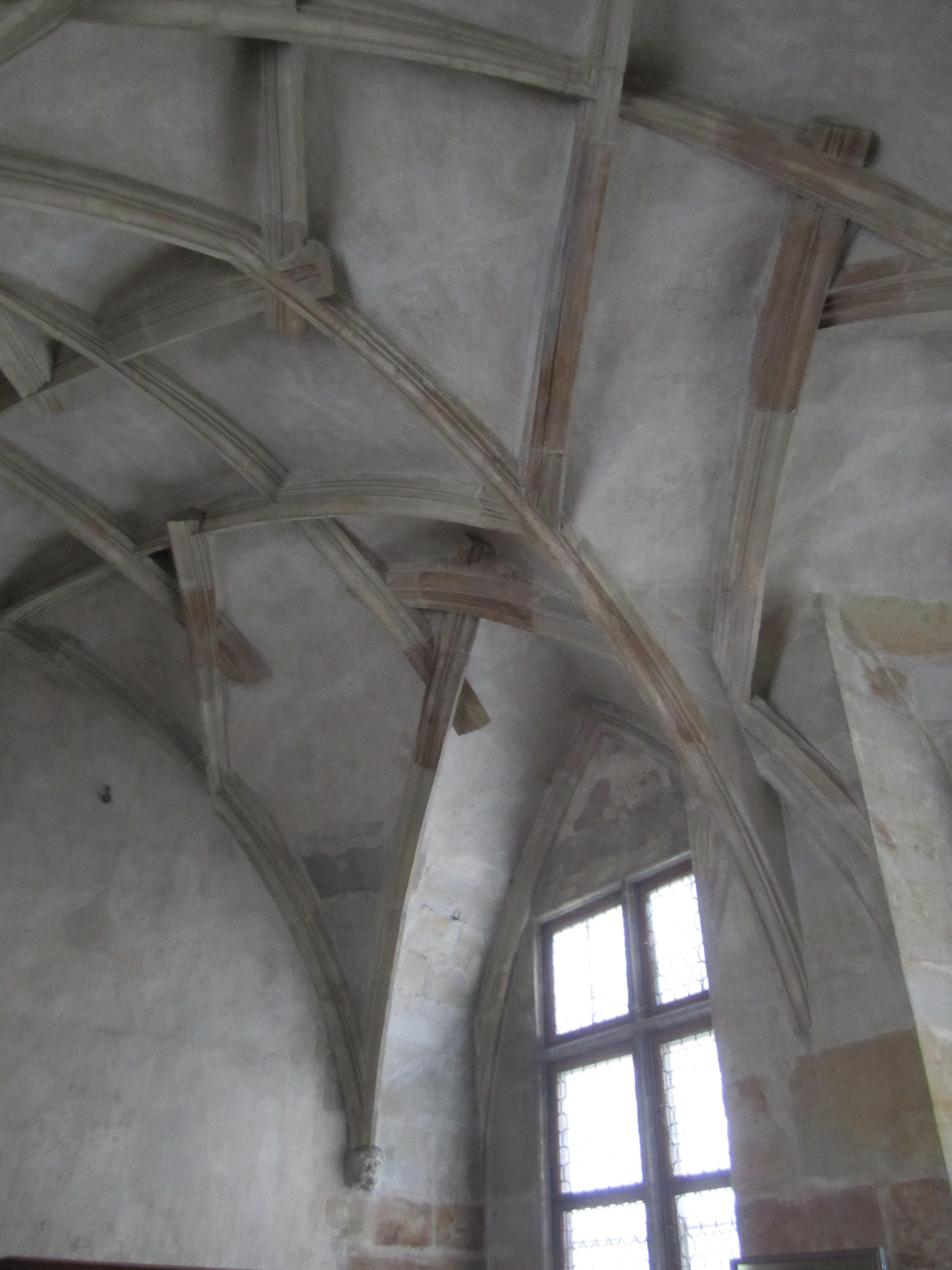
Klenba prvního hlavního sálu
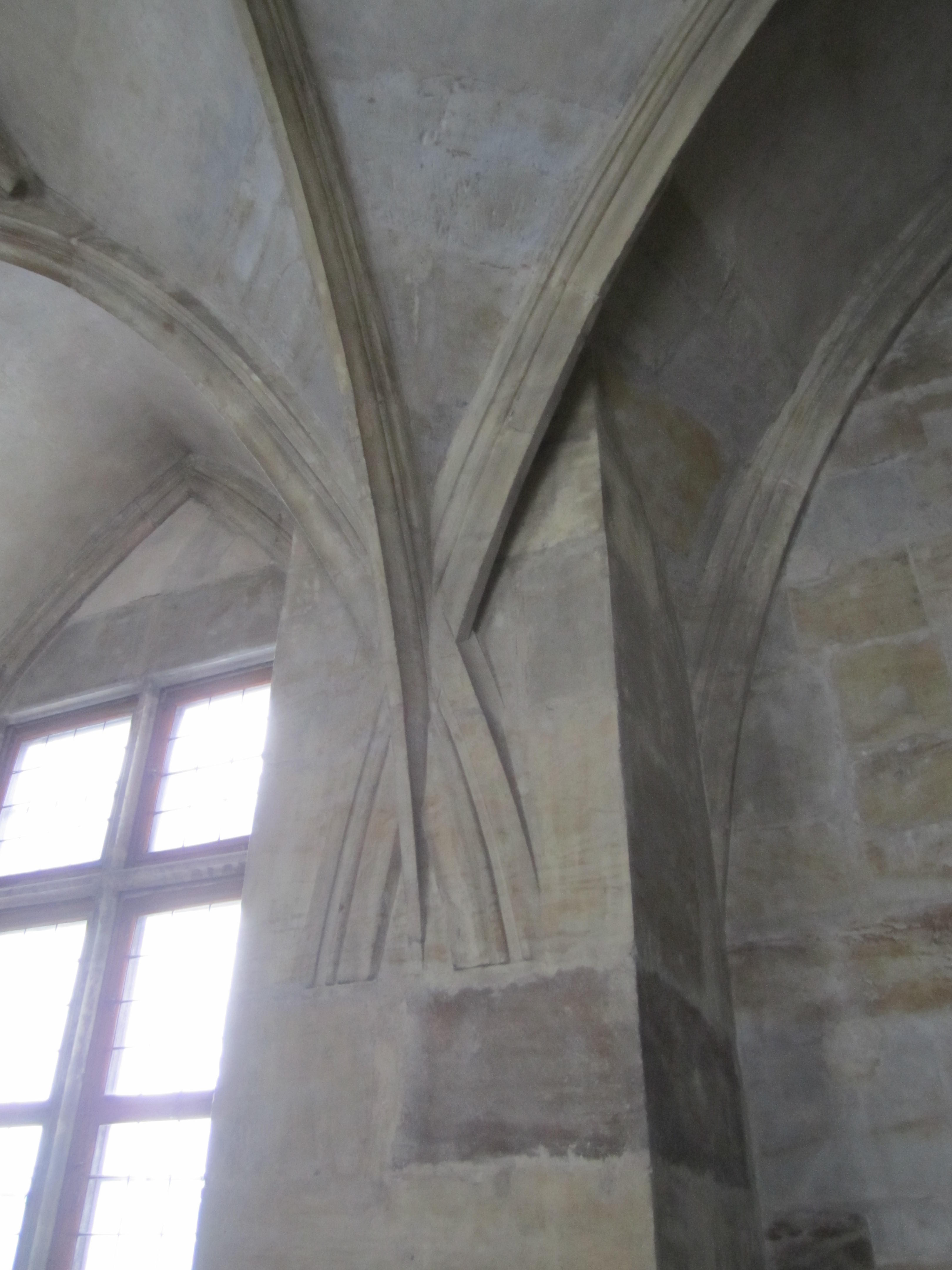
klenba první hlavní místnosti
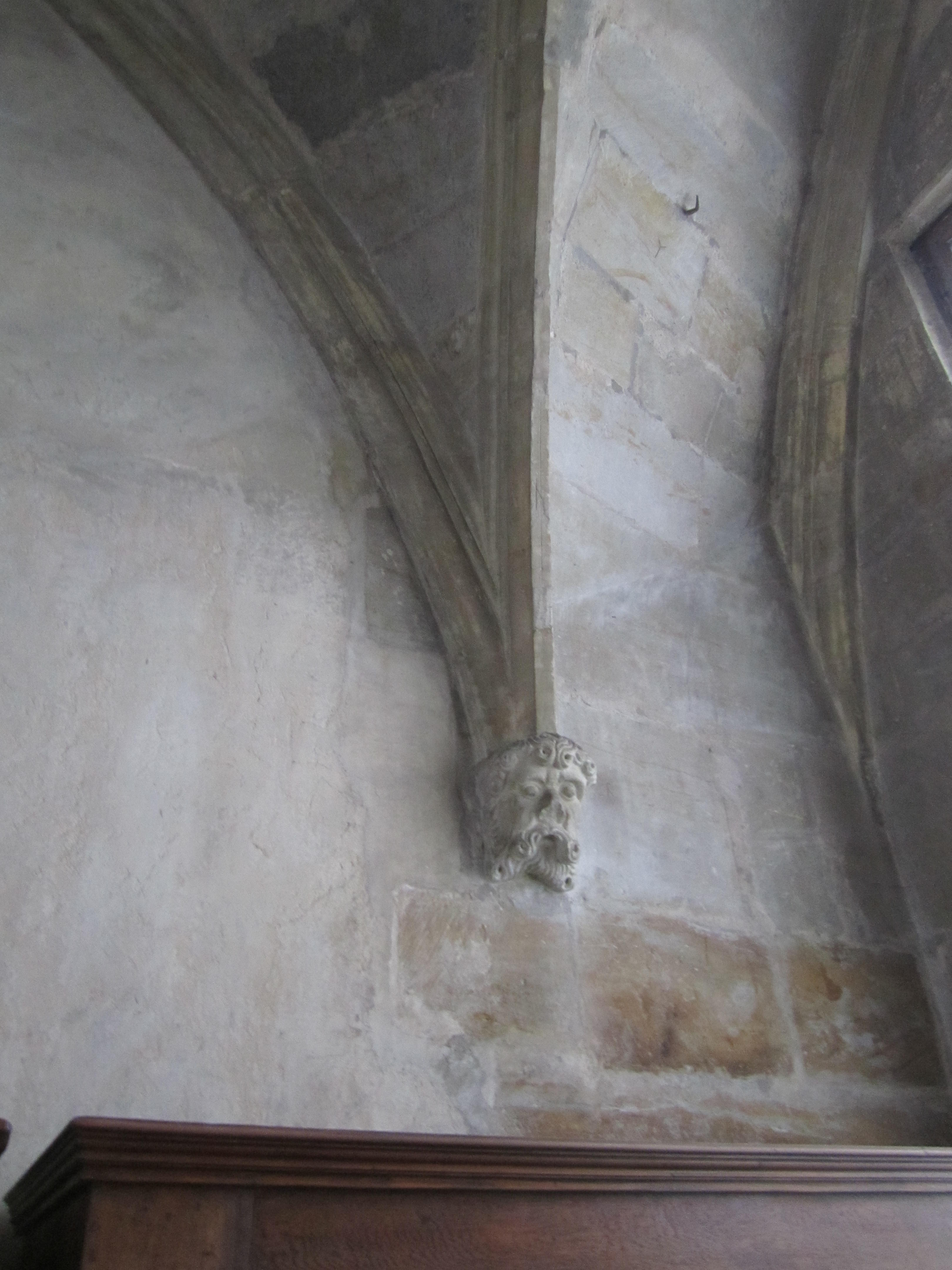
konzola klenby první hlavní místnosti
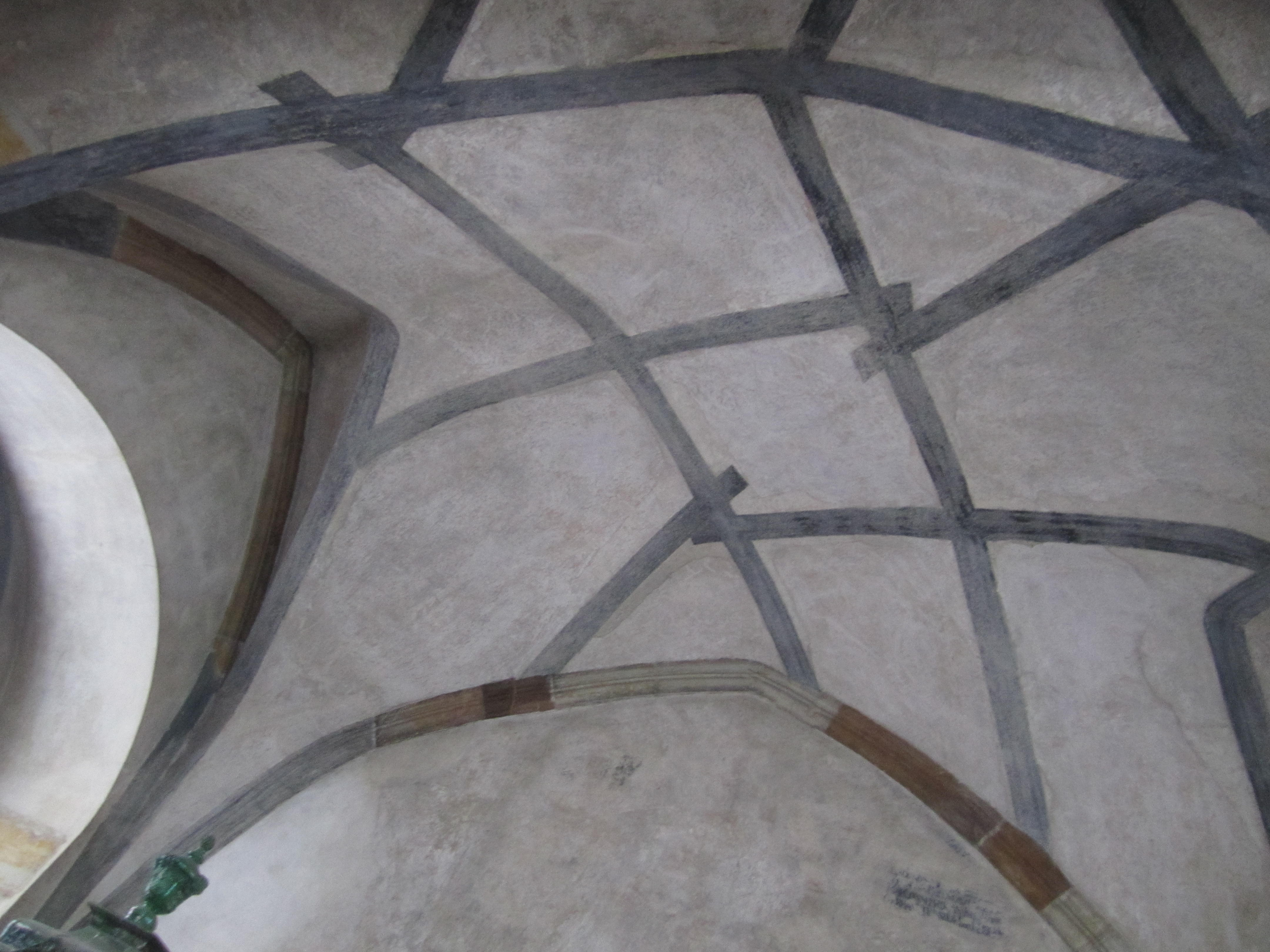
klenba druhé hlavní místnosti
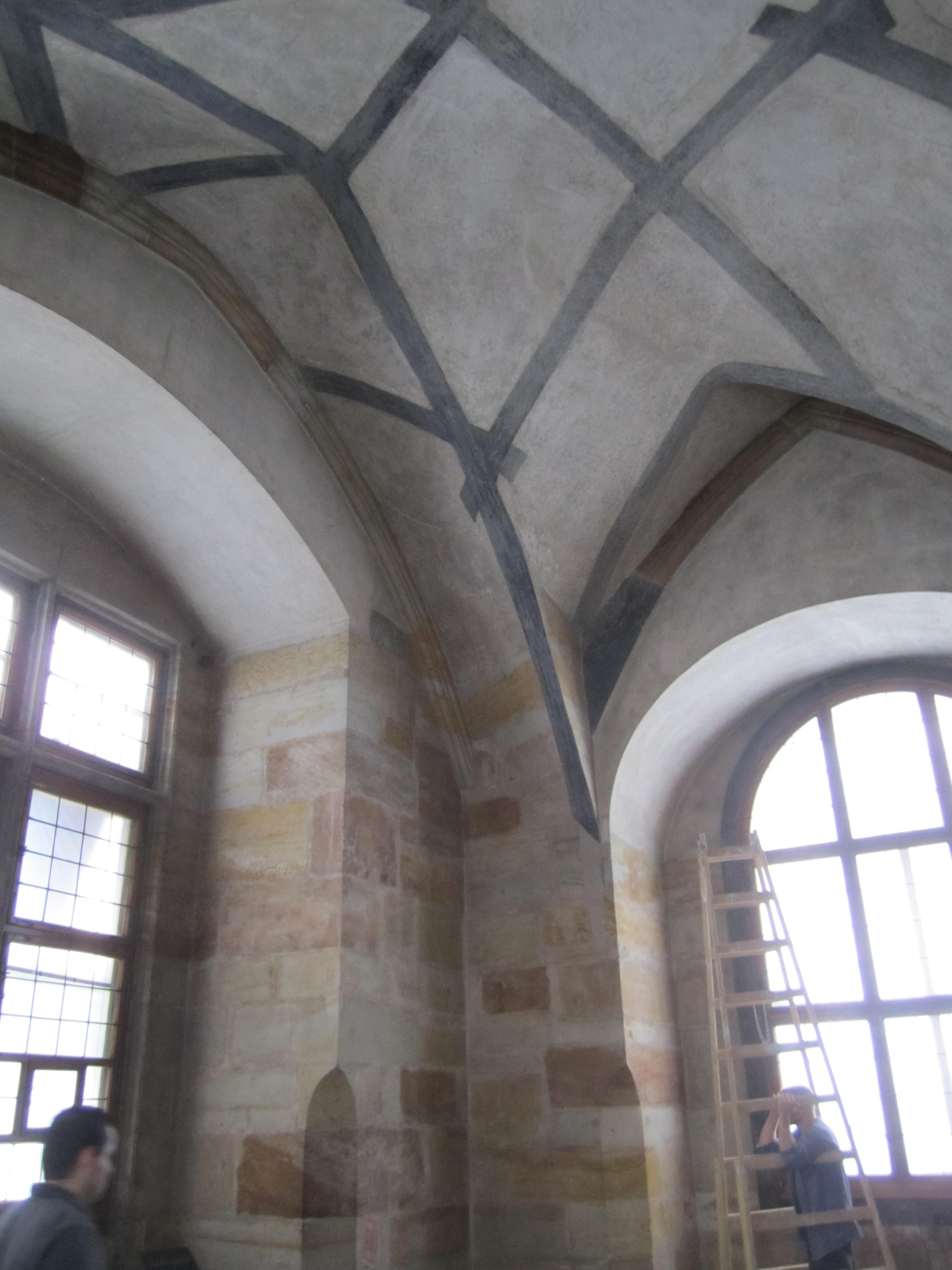
Klenba druhé hlavní místnosti
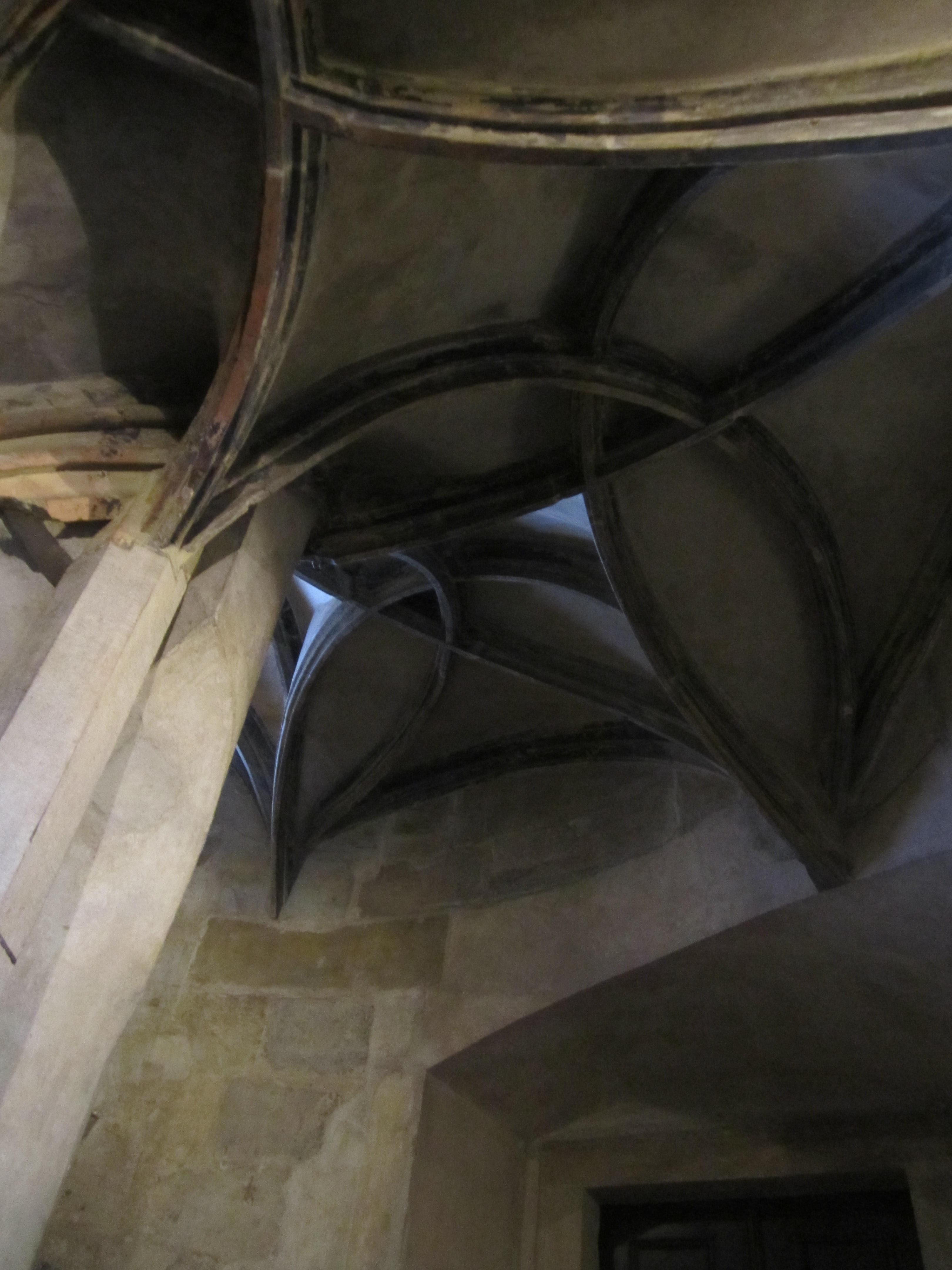
Klenba hlavního schodiště
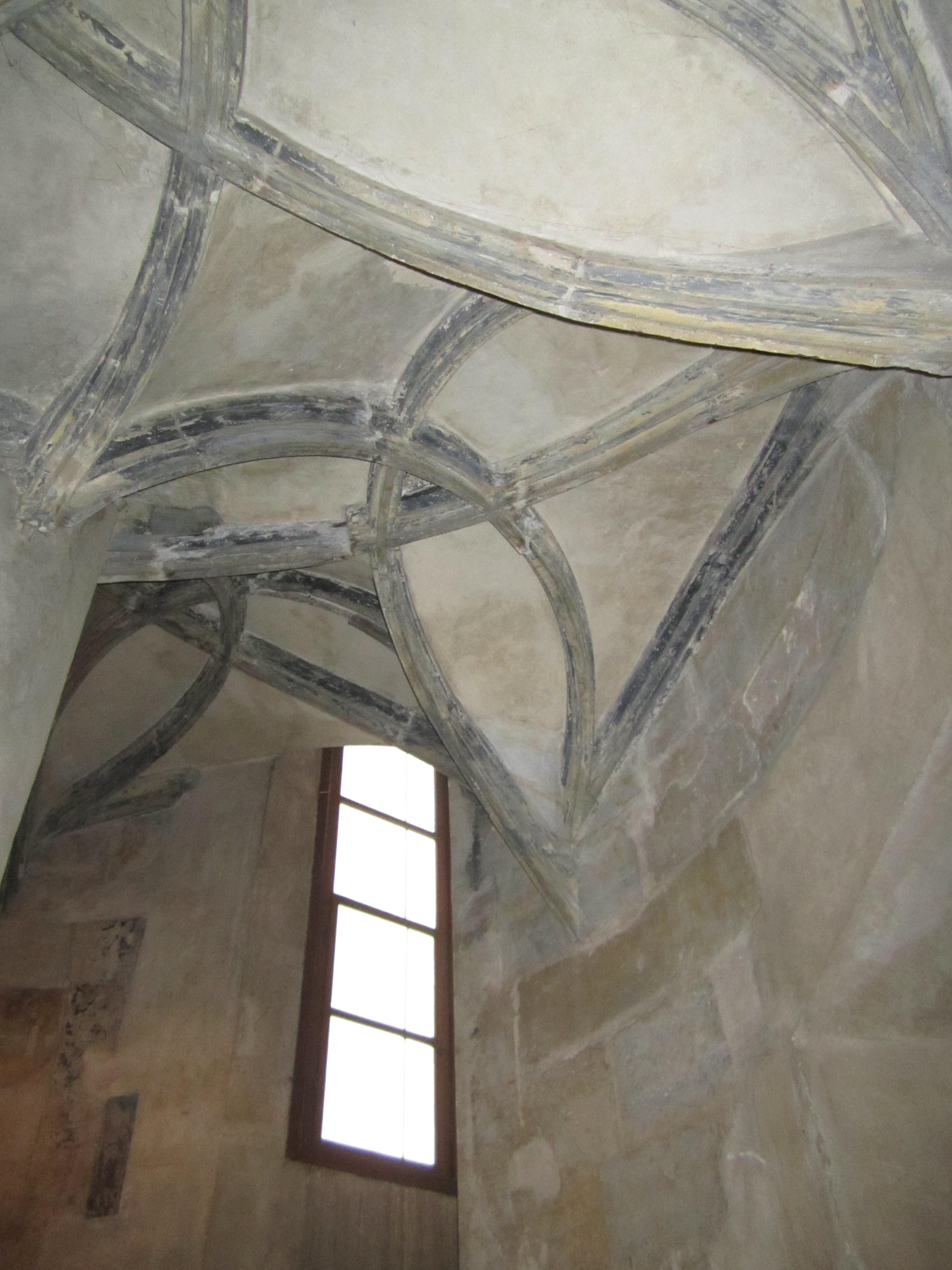
klenba hlavního schodiště
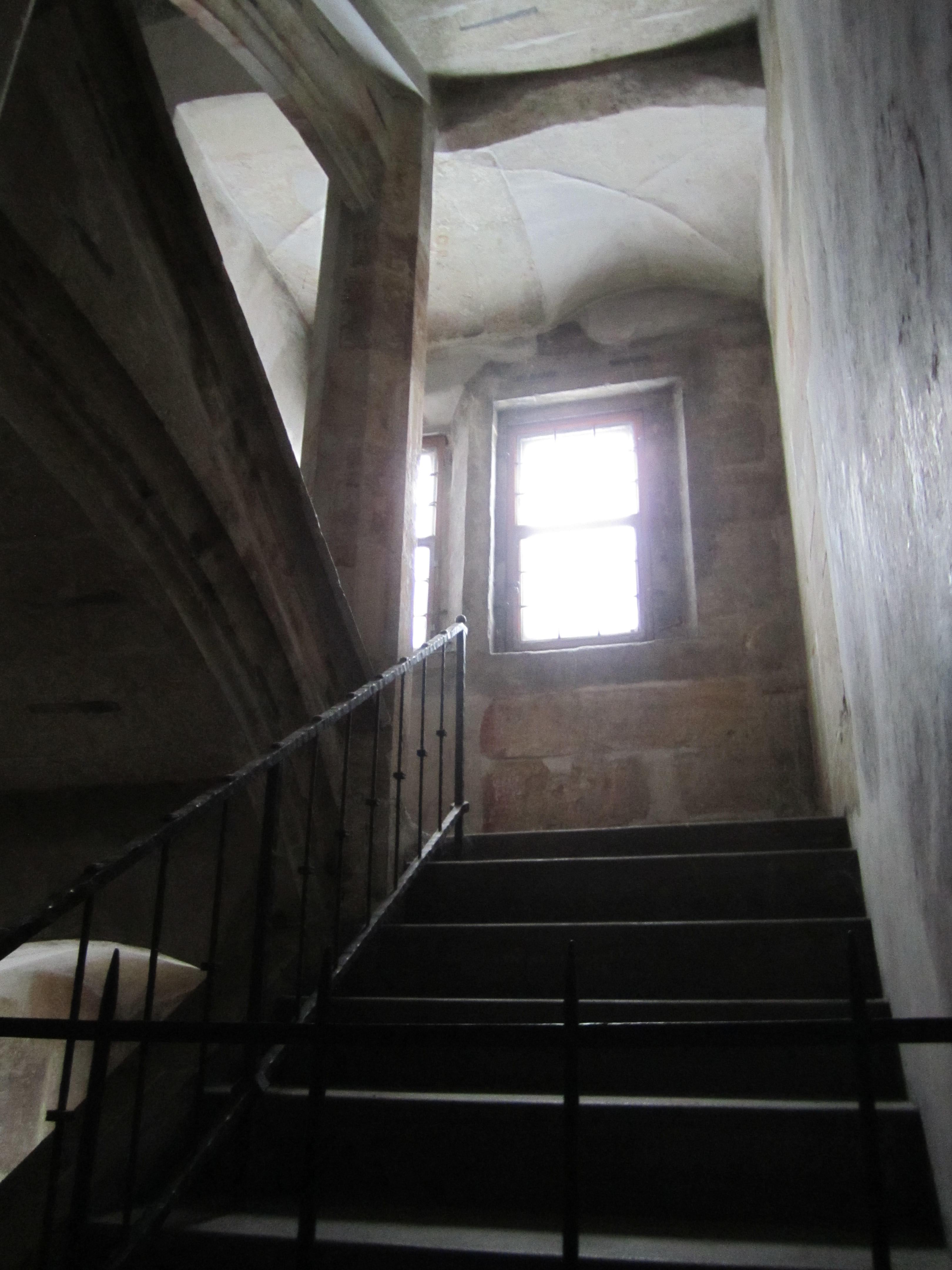
vedlejší schodiště
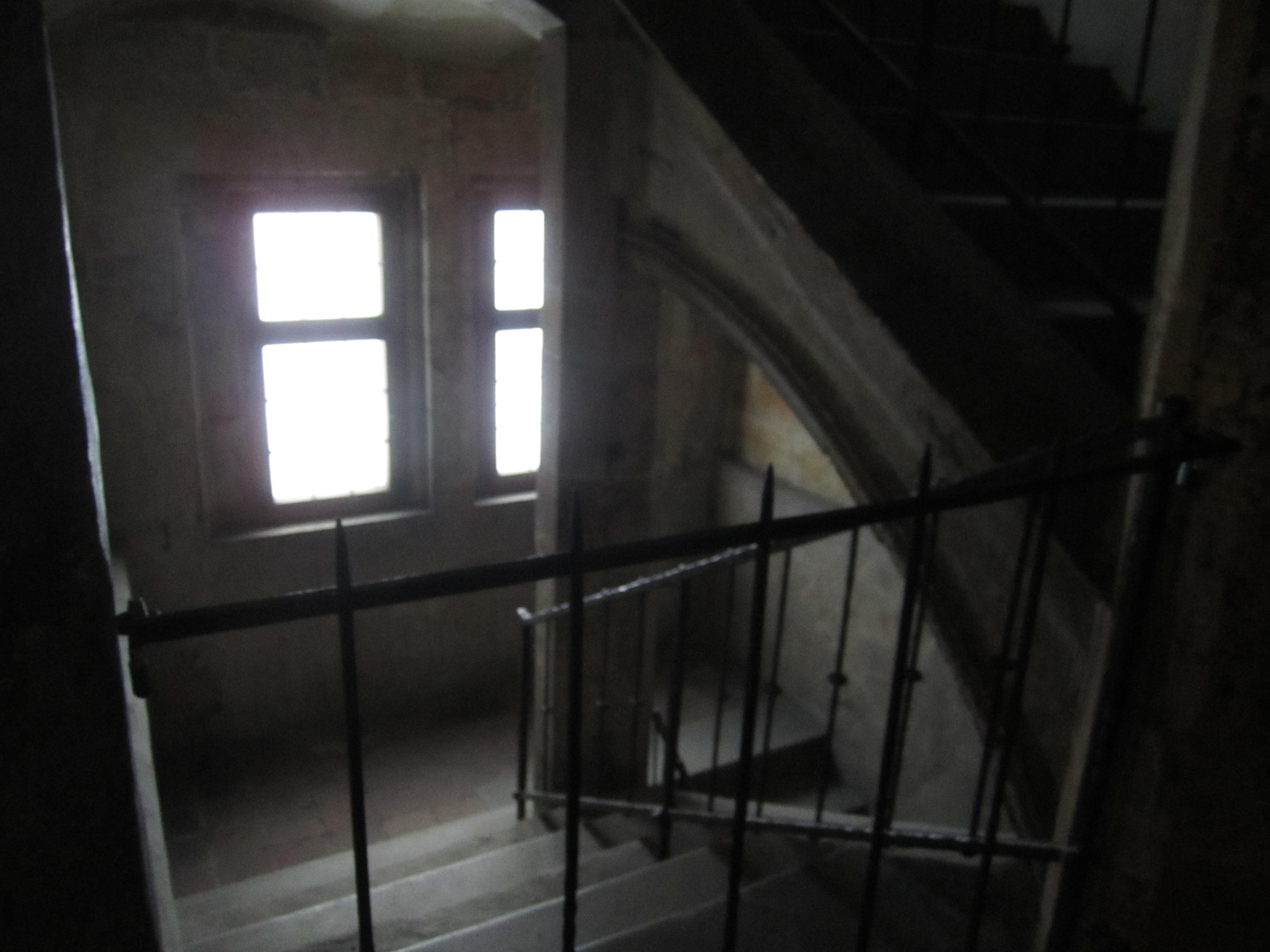
Vedlejší schodiště
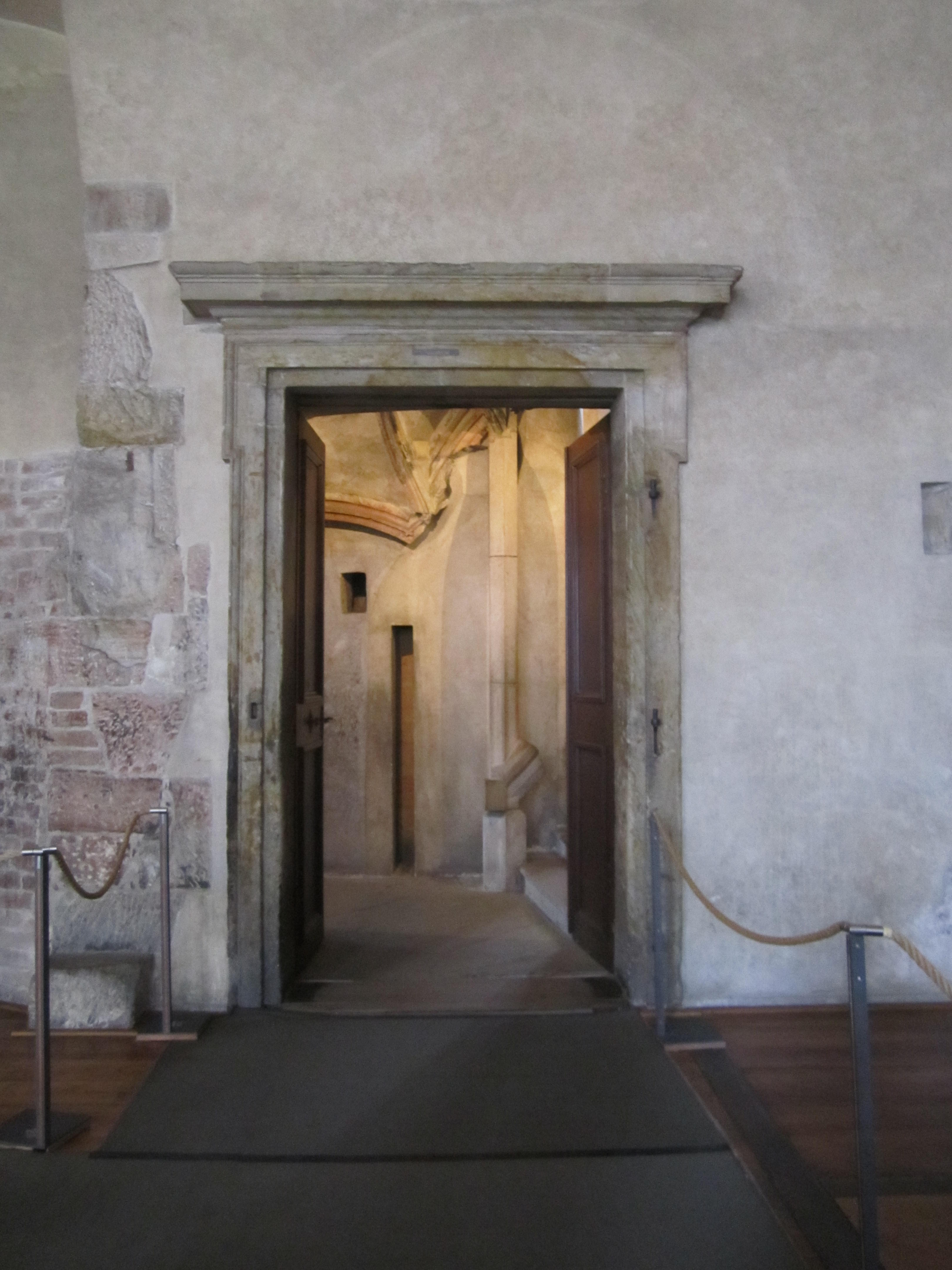
Edikulový portál - vstup do Ludvíkova křídla
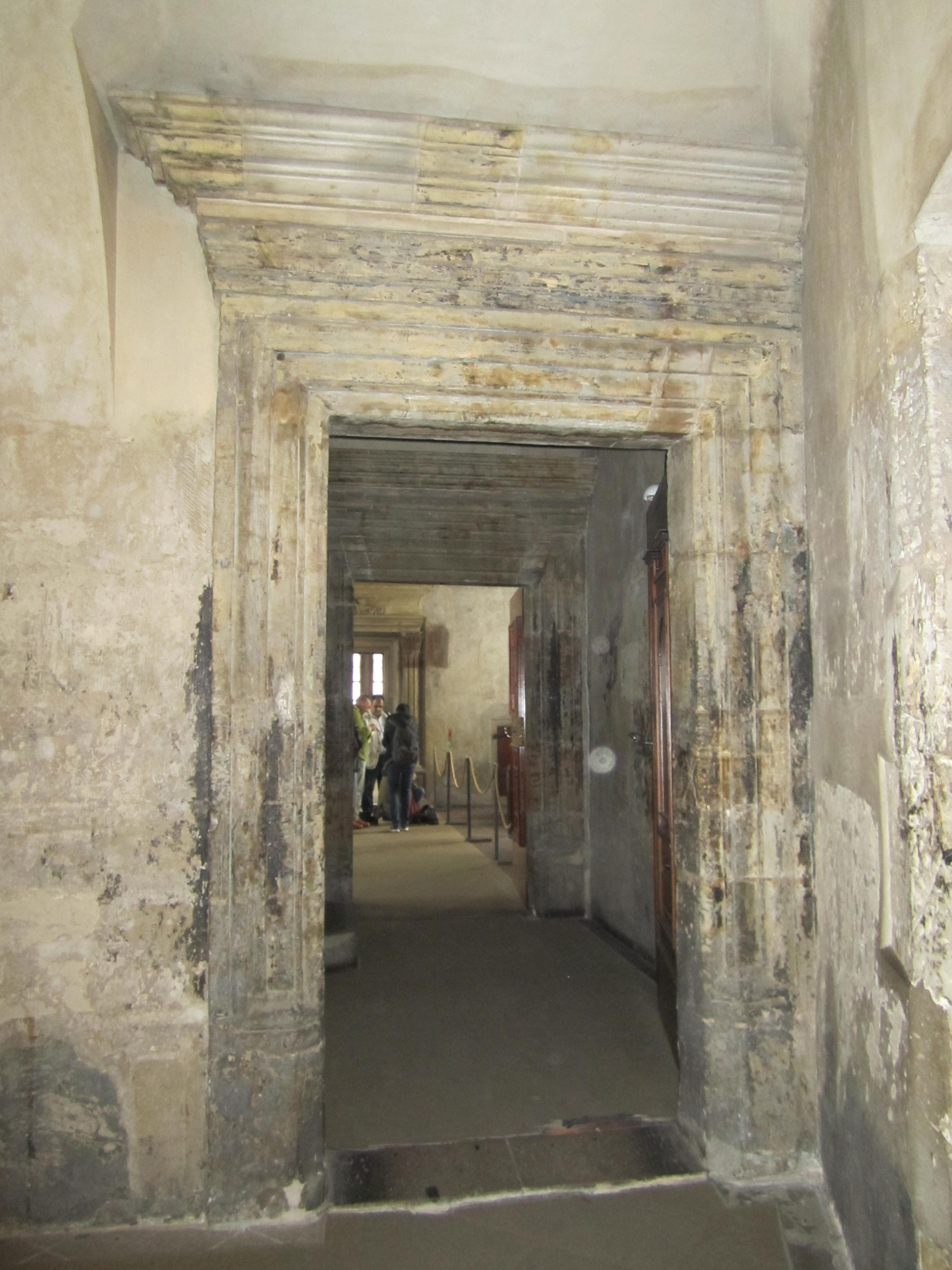
Portál první hlavní místnosti
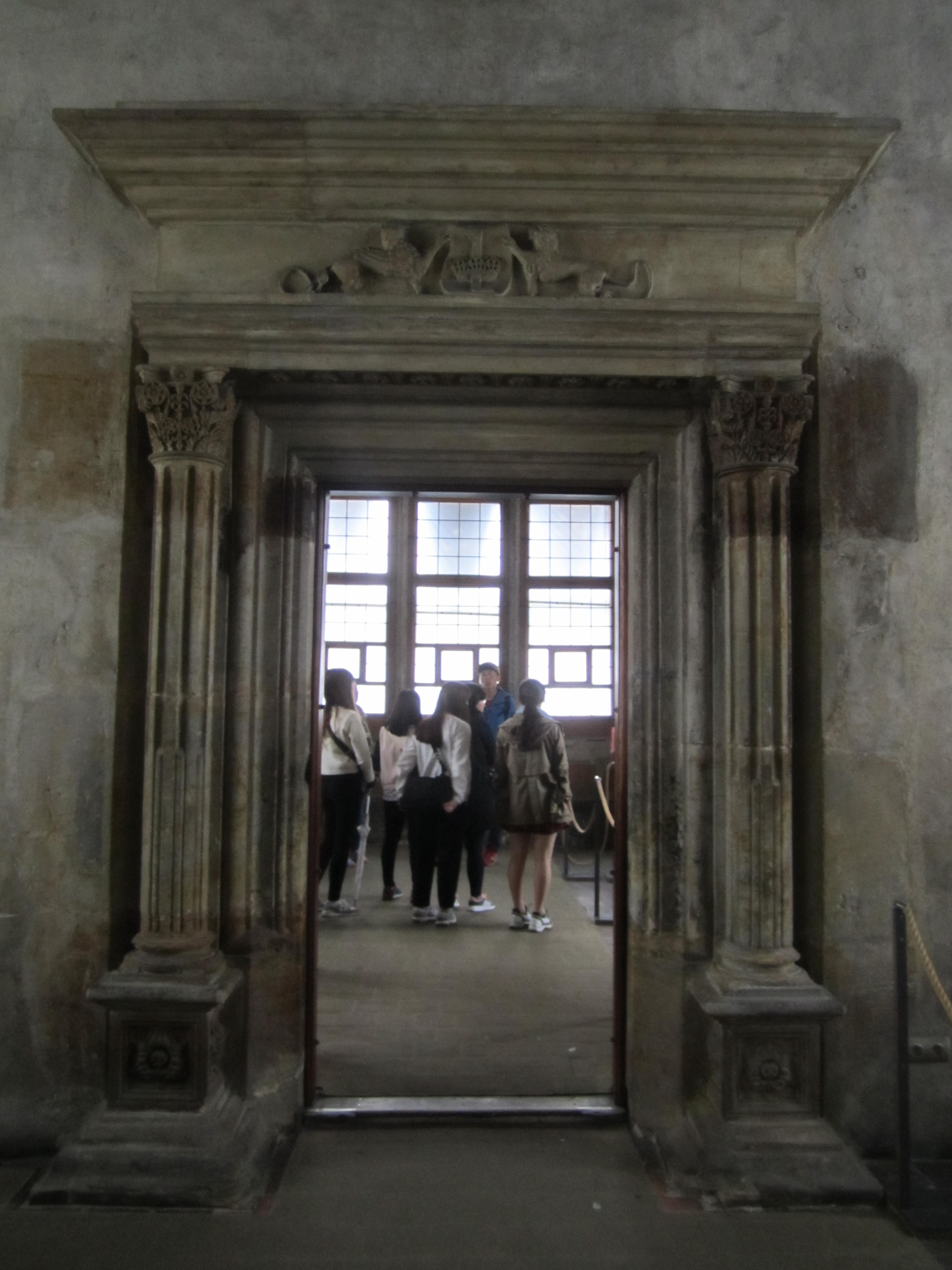
portál druhé hlavní místnosti
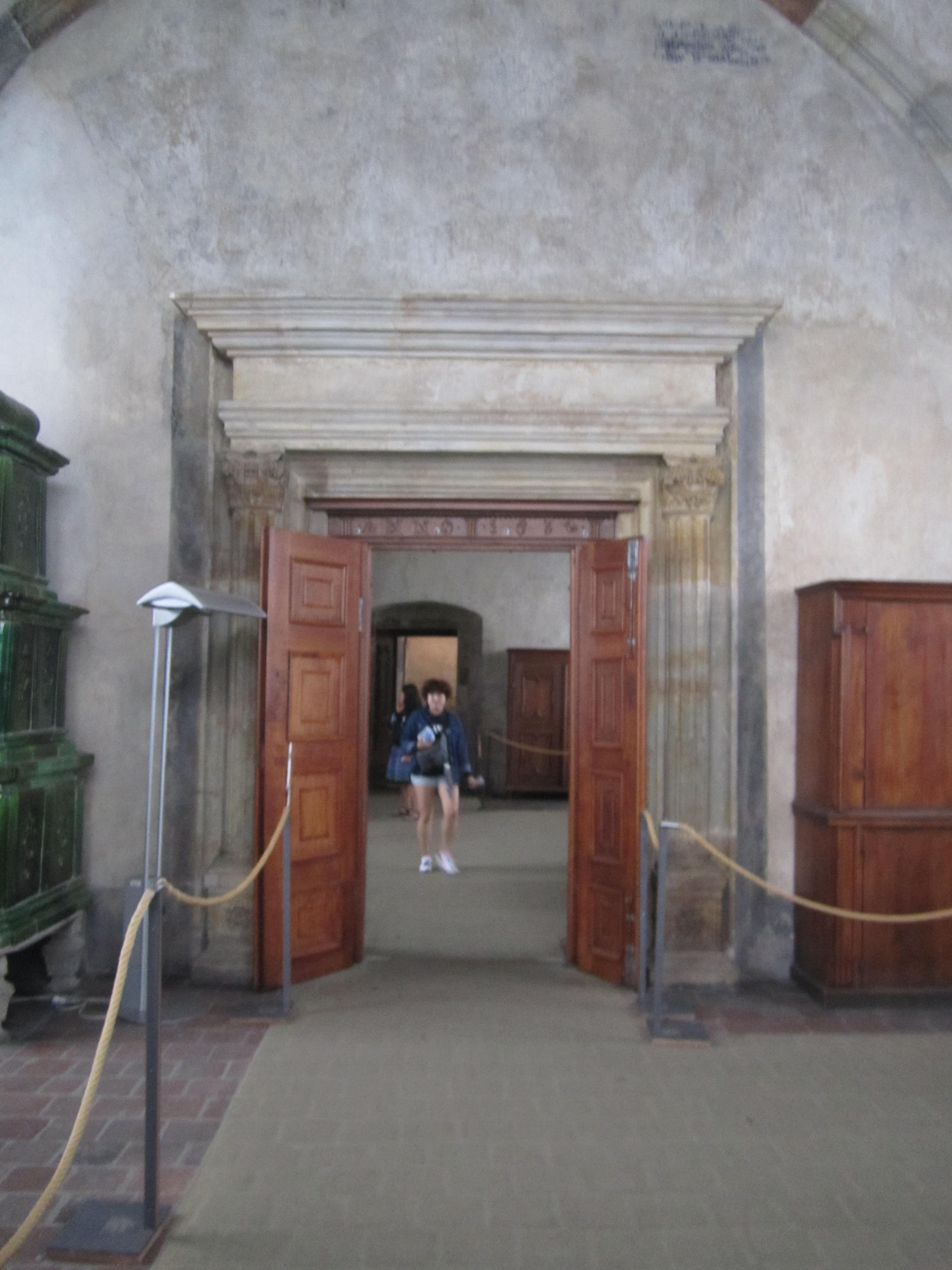
pohled z druhéhlavní místnosti
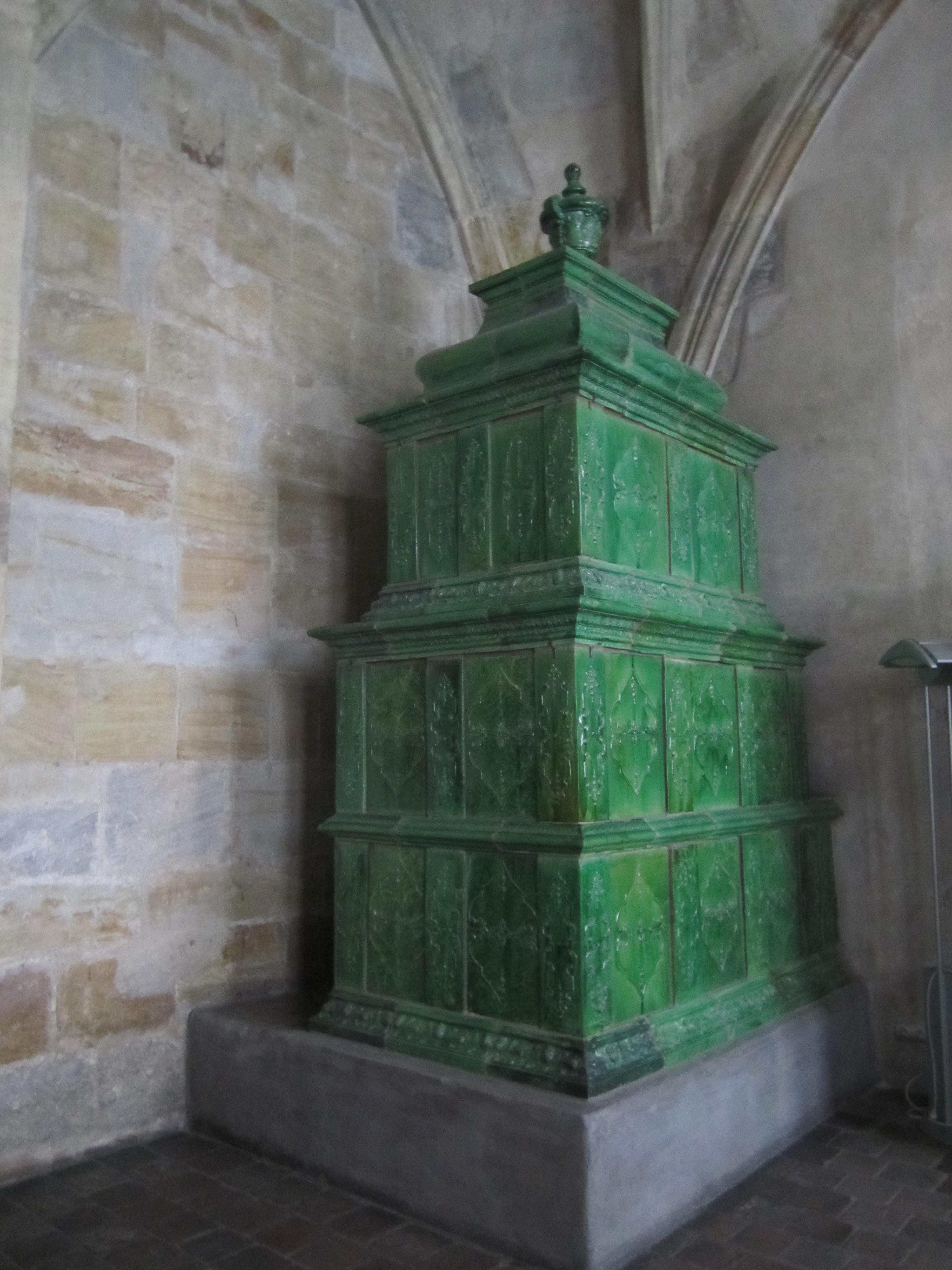
Kachlová kamna první hlavní místnosti
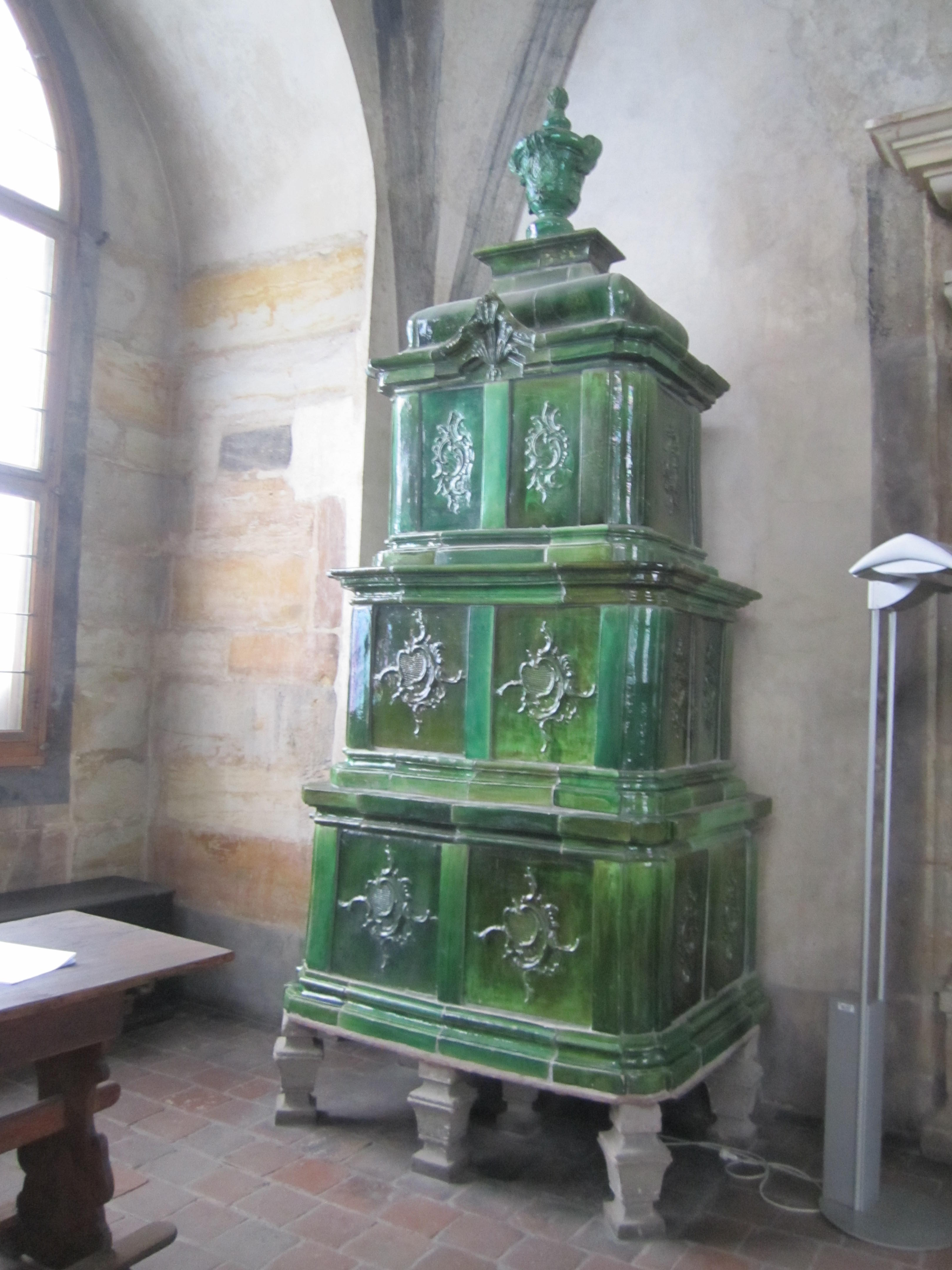
Kachlová kamna druhé hlavní místnosti
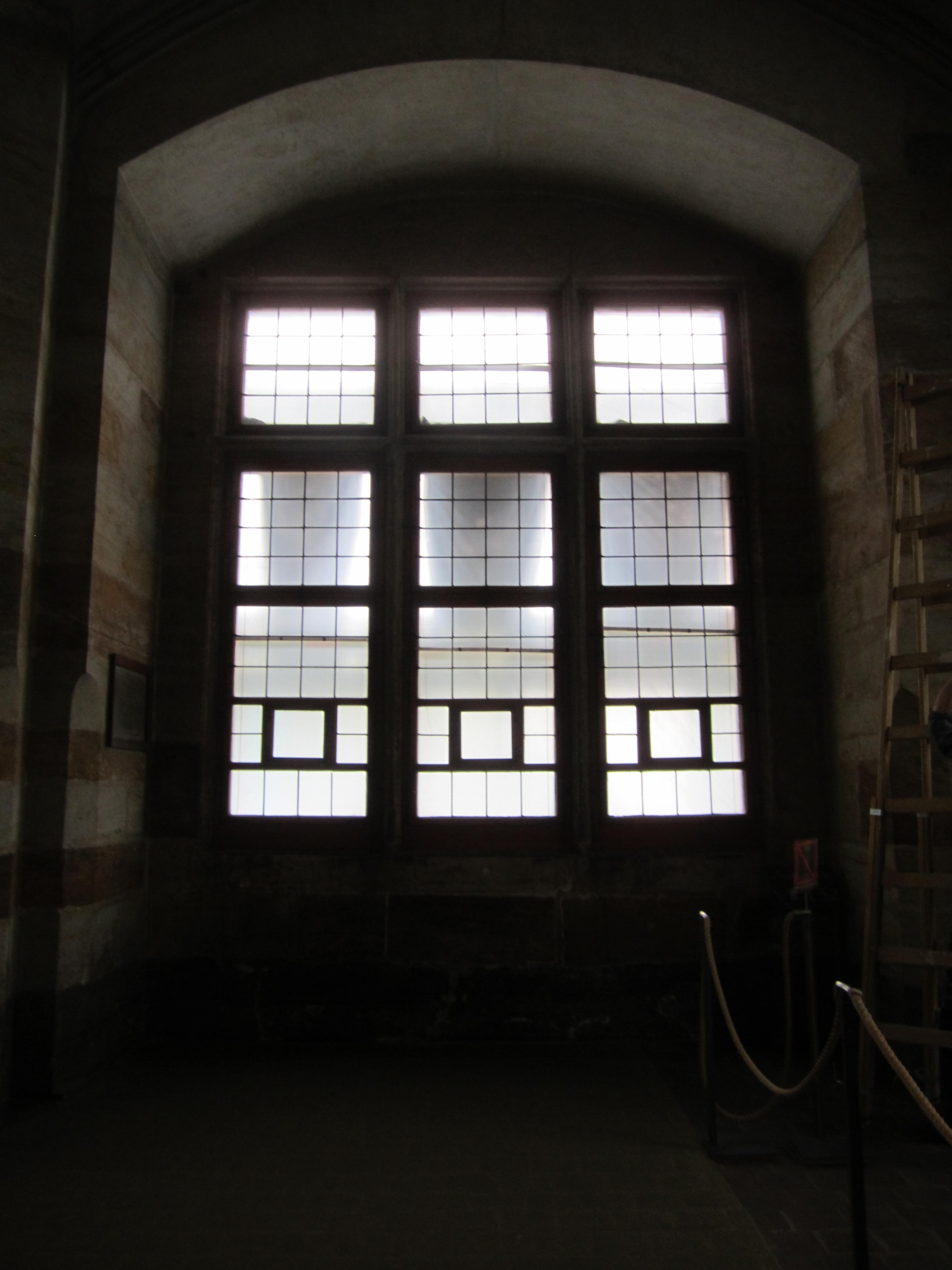
Tříosé okno